# Energia interna
En termodinàmica, l'energia interna és l'energia total que conté un sistema termodinàmic, se simbolitza per {\displaystyle U}. És l'energia necessària per crear el sistema, però exclou l'energia per desplaçar l'entorn del sistema, qualsevol energia associada amb el moviment o qualsevol energia relacionada amb camps de força externs.
L'energia interna és una funció d'estat del sistema, ja que el seu valor depèn tan sols de l'estat actual del sistema i no pas del camí escollit per arribar-hi. És una propietat extensiva. La unitat corresponent del Sistema Internacional és el joule (J). De vegades es defineix la propietat intensiva corresponent, que és l'energia interna específica, és a dir, l'energia interna per unitat de massa; la seva unitat és el J/kg. També es pot definir la propietat intensiva energia interna molar, que expressa l'energia interna amb relació a la quantitat de substància; les seves unitats són el J/mol.
La definició, i símbol {\displaystyle U}, foren donats per primera vegada per l'enginyer i científic escocès William Rankine (1820–1872) el 1853.

## Funcions cardinals
L'energia interna d'un sistema depèn de la seva entropia S, del volum V i del nombre de partícules massives: U(S,V,{Nj}). Expressa la termodinàmica d'un sistema a la representació energètica. Com a Funció d'estat, els seus arguments són exclusivament variables extensives d'estat. Juntament amb l'energia interna, l'altra funció d'estat cardinal d'un sistema termodinàmic és la seva entropia, com a funció, S(U',V,{Nj}), de la mateixa llista de variables extensives d'estat, excepte que l'entropia, S, se substitueix a la llista per l'energia interna, U. Expressa la representació d'entropia.
Cada funció cardinal és una funció monòtona de cadascuna de les seves variables naturals o canòniques. Cadascuna proporciona la seva equació característica o fonamental, per exemple U = U(S,V,{Nj}), que per si sola conté tota la informació termodinàmica sobre el sistema. Les equacions fonamentals per a les dues funcions cardinals poden, en principi, interconvertir-se resolent, per exemple, U = U(S,V,{Nj}) per a S, per obtenir S = S(U,V,{Nj}).
Per contra, les transformades de Legendre són necessàries per derivar equacions fonamentals per a altres potencials termodinàmics i funció de Massieu. L'entropia com a funció només de variables d'estat extensives és l'única funció cardinal d'estat per a la generació de funcions de Massieu. No es designa habitualment com a "funció de Massieu", tot i que racionalment es podria considerar com a tal, en correspondència amb el terme "potencial termodinàmic", que inclou l'energia interna.
Per als sistemes reals i pràctics, gairebé sempre no hi ha expressions explícites de les equacions fonamentals, però les relacions funcionals existeixen en principi. Les manipulacions formals, en principi, són valuoses per a la comprensió de la termodinàmica.

## Components de l'energia interna

Molècules en moviment en un gas. La seva energia cinètica contribueix a l'energia interna

L'energia interna {\displaystyle U} d'un sistema es pot descompondre en tres tipus d'energies: l'energia cinètica de tots els moviments de les partícules, l'energia potencial d'interacció entre partícules i l'energia intrínseca de les partícules:
{\displaystyle U=\sum _{i}E_{c}(i)+\sum _{ij}E_{int}(ij)+\sum _{i}E_{part}(i)}que hom pot simplificar com:
{\displaystyle U=E_{c}+E_{int}+E_{part}}

L'energia de vibració dels àtoms d'una molècula contribueix a l'energia interna

L'energia cinètica és causada pel moviment de translació de les partícules del sistema. A partir de la teoria cinètica dels gasos se sap que la temperatura és una mesura l'energia cinètica mitjana, per la qual cosa a major temperatura major serà aquest terme i major serà l'energia interna. El terme d'energia potencial d'interacció està associada amb els constituents estàtics de la matèria, l'energia electroestàtica dels àtoms dintre les molècules o cristalls, i l'energia estàtica dels enllaços químics.

Model d'àtom on es representa el moviment dels electrons

Pel que fa al tercer terme, el de l'energia intrínseca de les partícules, es pot expressar en funció de diversos components segons els tipus de partícules del sistema. En el cas d'un sistema format per molècules {\textstyle E_{part}=E_{rotaci{\acute {o}}}+E_{vibraci{\acute {o}}}+E_{electrons}}, on el primer correspon a la rotació de la molècula en el seu conjunt, la segona al moviment relatiu vibracional dels àtoms, i el tercer és associat al moviment dels electrons en la molècula. En el cas d'un sistema compost per nuclis atòmics {\textstyle E_{part}=E_{col\cdot lectiu}+E_{nucleons}}, on el primer terme correspon a la rotació col·lectiva i moviments vibracionals en nuclis deformats i el segons als moviments individuals dels nuclis. Per a un sistema d'hadrons, es podria escriure {\textstyle E_{part}=E_{quarks}}, que és l'energia associada a la dinàmica dels quarks que componen els hadrons, tot i que la seva dinàmica encara no és ben coneguda.

Animació de la interacció nuclear forta entre els quarks d'un neutró

L'estructura interna de les partícules de vegades pot ser ignorada, com fem per al moviment planetari relatiu al Sol o amb àtoms i molècules en gasos a baixes temperatures i densitats. En altres casos, es pot considerar {\textstyle E_{part}} com un terme d'energia relacionat amb la massa, {\textstyle mc^{2}}. Això és particularment útil quan es tracta de processos i amb alguns processos que impliquen partícules fonamentals. I, per descomptat, algunes partícules s'assumeix que no tenen estructura, com ara leptons i quarks i, per tant, només tenen energia relacionada amb la massa.
L'energia cinètica microscòpica d'un sistema sorgeix com la suma dels moviments de totes les partícules del sistema pel que fa al marc del centre de massa, sigui el moviment d'àtoms, molècules, nuclis atòmics, electrons o altres partícules. Els components sumatius algebraics de l'energia potencial microscòpica són els dels enllaços de partícules química i nuclear, i els camps de força físics dins del sistema, com els deguts a un moment dipol magnètic intern o induïda elèctricament, així com l'energia de deformació dels sòlids (estrès-deformació). Normalment, la divisió en energies cinètica i potencial de microscòpiques queda fora de l'àmbit de la termodinàmica macroscòpica.
L'energia interna no inclou l'energia deguda al moviment o localització d'un sistema en conjunt. És a dir, exclou qualsevol energia cinètica o potencial que el cos pugui tenir a causa del seu moviment o localització en camps gravitatoris externs, electroestàtica, o electromagnètics. No obstant això, inclou la contribució del camp a l'energia a causa de l'acoblament dels graus de llibertat interns de l'objecte amb el camp. En aquest cas, el camp s'inclou a la descripció termodinàmica de l'objecte en forma de paràmetre extern addicional.
Per a consideracions pràctiques en termodinàmica o enginyeria, poques vegades és necessari, convenient, ni tan sols possible considerar totes les energies pertanyents a l'energia intrínseca total d'un sistema de mostra, com l'energia donada per l'equivalència de massa. Normalment, les descripcions només inclouen els components rellevants per al sistema estudiat. De fet, a la majoria dels sistemes considerats, especialment a través de la termodinàmica, és impossible calcular l'energia interna total. Per tant, es pot triar un punt de referència nul convenient per a lenergia interna.
L'energia interna és una propietat extensiva: depèn de la grandària del sistema, o de la quantitat de substància que conté.
A qualsevol temperatura superior al zero absolut, l'energia potencial microscòpica i l'energia cinètica es transformen constantment l'una en l'altra, però la suma roman constant en un sistema aïllat (vegeu la taula). A la imatge clàssica de la termodinàmica, l'energia cinètica desapareix a temperatura zero i l'energia interna és purament energia potencial. No obstant això, la mecànica quàntica ha demostrat que fins i tot a temperatura zero les partícules mantenen una energia residual de moviment, l'energia del punt zero. Un sistema al zero absolut es troba simplement en el seu estat de repòs mecànic-quàntic, l'estat de menor energia disponible. Al zero absolut un sistema de composició donada ha aconseguit la seva mínima entropia assolible.
La porció d'energia cinètica microscòpica de l'energia interna dóna lloc a la temperatura del sistema. La mecànica estadística relaciona l'energia cinètica pseudoaleatòria de les partícules individuals amb l'energia cinètica mitjana de tot el conjunt de partícules que componen un sistema. A més, relaciona l'energia cinètica microscòpica mitjana amb la propietat empírica observada macroscòpicament que s'expressa com a temperatura del sistema. Mentre que la temperatura és una mesura intensiva, aquesta energia expressa el concepte com una propietat extensiva del sistema, sovint anomenada energia tèrmica, La propietat d'escala entre temperatura i energia tèrmica és el canvi d'entropia del sistema.
La mecànica estadística considera que qualsevol sistema es distribueix estadísticament a través d'un conjunt de {\displaystyle N} microestats. En un sistema que està en equilibri termodinàmic de contacte amb un dipòsit de calor, cada microestat té una energia {\displaystyle E_{i}} i està associat a una probabilitat {\displaystyle p_{i}}.

## Variació de l'energia interna
L'energia interna d'un sistema es pot modificar escalfant o refredant el sistema o bé fent un treball sobre ell o extraient un treball d'ell; el primer principi de la termodinàmica postula que l'increment d'energia interna {\displaystyle \Delta U} és igual a la calor total afegida o extreta {\displaystyle q} més el treball fet per l'entorn o pel sistema {\displaystyle w}:
{\displaystyle \Delta U=q+w}
Si el sistema està aïllat, la seva energia interna no pot canviar. És a dir:
{\displaystyle \oint dU=0}
Emprant el primer principi de la termodinàmica es pot obtenir la variació de l'energia interna d'una transformació si es mesura la calor i el treball. Tanmateix un canvi en l'estat d'un sistema implica canvis en les seves propietats, com la temperatura i el volum, que són més senzilles de mesurar. Per aquesta raó és útil relacionar la variació de l'energia interna amb les variacions de temperatura i volum.
En un sistema de massa constant, que experimenta una transformació sense que hi hagi un canvi d'estat d'agregació o es produeixi una reacció química, es pot descriure el sistema mitjançant la temperatura i el volum, els quals es poden relacionar mitjançant el càlcul diferencial amb la variació de l'energia interna:
{\displaystyle dU=\left({\frac {\partial U}{\partial T}}\right)_{V}dT+\left({\frac {\partial U}{\partial V}}\right)_{T}dV}Si el procés es realitza a volum constant:
{\displaystyle dU=\left({\frac {\partial U}{\partial T}}\right)_{V}dT}
Per altra banda si es realitza a volum constant el treball d'expansió serà zero, i la variació d'energia interna serà deguda exclusivament a la calor. Tant la calor a volum constant {\textstyle q_{V}}, com la temperatura es poden mesurar experimentalment. La variació d'aquesta calor amb la temperatura {\textstyle dq_{V}/dT} s'anomena capacitat calorífica a volum constant {\displaystyle C_{V}}. De manera que l'energia interna es pot expressar com:
{\displaystyle dU=C_{V}\cdot dT\quad \longrightarrow \quad \Delta U=\int _{T_{1}}^{T_{2}}C_{V}\cdot dt=q_{V}}